# Hugo Magnus av Frankrike
Hugo Magnus, född 1007, död 17 september 1025 i Compiègne i departementet Oise, Frankrike, var kung tillsammans med sin far Robert II från 1017 fram till sin död.

## Biografi
Hugo Magnus var Robert II:s äldsta barn med Constance av Arles (Constance de Provence). Constance, som var dotter till greve Guillaume II av Provence, beskrivs som en ambitiös och intrigerande kvinna som gjorde livet besvärligt för Robert II genom att uppmuntra sönerna till uppror mot fadern. 
Den förste kungen av släkten Capet, Hugo Capet, hade säkrat sin familjs succession genom att kröna sin son, Robert II, till kung och få honom accepterad på tronen. Far och som hade regerat tillsammans till Hugo Capets död. Robert hade därför beslutat att göra samma sak med sin son så snart denne var gammal nog. Hugo Magnus kröntes därför till kung den 9-19 juni 1017 och regerade sedan tillsammans med fadern.
Senare revolterade han dock mot fadern.
Hugo Magnus dog - 18 år gammal - i Compiègne 1025, sannolikt efter ett fall från en häst medan han förberedde sig för ett uppror mot fadern.
 Som kung av Frankrike borde han ha kallats Hugo II, men har sällan benämnts så.
Hugo Magnus var inte gift. Hugo Magnus halvbror, hertigen av Bourgogne blev kung av Frankrike 1031 som Henrik I av Frankrike (franska: Henri Ier).